# Immanuil Velikovski
Immanuil Velikovski (/ˌvɛliˈkɒfski/; en ruso: Иммануил Великовский; 10 de junio de 1895 en Wizebsk – 17 de noviembre de 1979 en Princeton) fue un investigador independiente ruso más conocido como el autor de una serie de libros controvertidos que reinterpretaban los acontecimientos de la historia antigua, en particular el superventas estadounidense Worlds in Collision (en español, Mundos en Colisión) publicado en 1950. Anteriormente, había participado en la fundación de la Universidad Hebrea de Jerusalén en Israel, y era psiquiatra y psicoanalista.
En general, las teorías de Velikovsky han sido ignoradas o rechazadas enérgicamente por la comunidad académica. A pesar de todo, sus libros a menudo se vendieron bien y obtuvieron un apoyo entusiasta en diversos círculos de personas, a menudo alimentados por los reclamos de trato injusto para Velikovsky por la academia ortodoxa. La controversia que rodea su trabajo y su recepción a menudo se conoce como "el asunto Velikovsky". El trabajo de Velikovsky se cita frecuentemente como un ejemplo canónico de pseudociencia y se ha utilizado como un ejemplo del problema de la demarcación.
Sus libros usan mitología comparada y fuentes literarias antiguas (incluido el Antiguo Testamento) para argumentar que la Tierra sufrió contactos cercanos catastróficos con otros planetas (principalmente Venus y Marte) en la antigüedad. Al colocar a Velikovsky entre los catastrofistas, incluidos Hans Bellamy, Ignatius Donnelly y Johann Gottlieb Radlof, los astrónomos británicos Victor Clube y Bill Napier lo calificaron como: "...Velikovsky no es tanto el primero de los nuevos catastrofistas ... es el último en una línea de catastrofistas tradicionales que se remonta a la época medieval y probablemente antes." Velikovsky argumentó que los efectos electromagnéticos juegan un papel importante en la mecánica celeste. También propuso una cronología revisada para el antiguo Egipto, Grecia, Israel y otras culturas del antiguo Cercano Oriente. La cronología revisada tuvo como objetivo explicar la llamada "edad oscura" del Mediterráneo oriental (hacia 1100-750 aC) y conciliar la historia bíblica con la arqueología convencional y la cronología egipcia.

## Educación infantil y temprana
Immanuel Velikovsky nació en 1895 en una próspera familia judía lituana en Vitebsk, Rusia (ahora en Bielorrusia). Hijo de Shimon (Simon Yehiel) Velikovsky (1859-1937) y Beila Grodensky, aprendió varios idiomas cuando era niño y fue enviado a estudiar al Gimnasio Medvednikov en Moscú, donde se desempeñó bien en ruso y matemáticas. Se graduó con una medalla de oro en 1913. Velikovsky luego viajó a Europa y visitó Palestina antes de estudiar brevemente medicina en Montpellier en Francia y tomar cursos de pre-medicina en la Universidad de Edimburgo. Regresó a Rusia antes del estallido de la Primera Guerra Mundial, se matriculó en la Universidad de Moscú y se licenció en medicina en 1921.

## Universidad Hebrea de Jerusalén
Al obtener su título de médico, Velikovsky se fue de Rusia a Berlín. Con el apoyo financiero de su padre, Velikovsky editó y publicó dos volúmenes de artículos científicos traducidos al hebreo. Los volúmenes se titulaban Scripta Universitatis Atque Bibliothecae Hierosolymitanarum ("Escritos de la Universidad y Biblioteca de Jerusalén"). Contrató a Albert Einstein para preparar el volumen que trataba de matemáticas y física. Este proyecto fue una piedra angular en la formación de la Universidad Hebrea de Jerusalén, ya que la universidad en ciernes pudo donar copias de la Scripta a las bibliotecas de otras instituciones académicas a cambio de copias gratuitas de publicaciones de esas instituciones.
En 1923, Velikovsky se casó con Elisheva Kramer, una joven violinista.

## Carrera como psiquiatra
Velikovsky vivió en lo que entonces era el Mandato Británico de Palestina de 1924 a 1939, ejerciendo la medicina en los campos de la práctica general, la psiquiatría y el psicoanálisis que había estudiado con el alumno de Sigmund Freud, Wilhelm Stekel, en Viena. Durante este tiempo, publicó alrededor de una docena de artículos en revistas médicas y psicoanalíticas. También fue publicado en el Imago de Freud, incluido un análisis precoz de los propios sueños de Freud.

## Emigración a los EE. UU. y carrera como autor
En 1939, con la perspectiva de una guerra que se avecinaba, Velikovsky viajó con su familia a la ciudad de Nueva York, con la intención de pasar un año sabático investigando para su libro Edipo y Akhenaton. El libro se inspiró en el Moisés y el monoteísmo de Freud y exploró la posibilidad de que el faraón Akhenaton fuera el legendario Edipo. Freud había argumentado que Akhenaton, el faraón egipcio supuestamente monoteísta, era la fuente de los principios religiosos que Moisés enseñó al pueblo de Israel en el desierto. La afirmación de Freud (y la de otros antes que él) se basó en parte en la semejanza del Salmo 104 en la Biblia con el Gran Himno a Atón, un himno egipcio descubierto en la pared de la tumba del cortesano de Akhenaton, Ay, en la ciudad de Amarna. Para refutar la afirmación de Freud y probar el Éxodo como tal, Velikovsky buscó pruebas del Éxodo en documentos egipcios. Uno de esos documentos fue el Papiro de Ipuur, que en su opinión informaba sobre eventos similares a varias de las plagas bíblicas. Dado que la egiptología convencional fechó el papiro de Ipuur mucho antes que la fecha bíblica del Éxodo (ca. 1500-1450 a. C.) o la fecha del Éxodo aceptada por muchos de los que aceptaron la cronología convencional de Egipto (hacia 1250 a. C.), Velikovsky tuvo que revisar la cronología convencional.

## Comienzo de la guerra mundial
A las pocas semanas de su llegada a los Estados Unidos, comenzó la Segunda Guerra Mundial. Lanzándose por la tangente de su proyecto de libro original, Velikovsky comenzó a desarrollar la cosmología catastrofista radical y las teorías de cronología revisada por las que se haría famoso. Durante el resto de la Segunda Guerra Mundial, ahora como residente permanente de la ciudad de Nueva York , continuó investigando y escribiendo sobre sus ideas, buscando un medio para difundirlas entre la academia y el público. Publicó en privado dos pequeños panfletos de Scripta Academica que resumían sus teorías en 1945 (Tesis para la reconstrucción de la historia antigua y el cosmos sin gravitación). Envió copias de este último a bibliotecas académicas y científicos, incluido el astrónomo de Harvard Harlow Shapley en 1947.
En 1950, después de que ocho editoriales rechazaran el manuscrito de Worlds in Collision, finalmente fue publicado por Macmillan, que tenía una gran presencia en el mercado de libros de texto académicos. Incluso antes de su aparición, el libro estuvo envuelto por una furiosa controversia, cuando Harper's Magazine publicó un artículo muy positivo sobre él, al igual que Reader's Digest, con lo que hoy se llamaría un sesgo creacionista. Esto llamó la atención de Shapley, quien se opuso a la publicación de la obra, habiendo conocido las afirmaciones de Velikovsky a través del panfleto que éste le había dado. Shapley amenazó con organizar un boicot de libros de texto a Macmillan por la publicación de Worlds in Collision, y en dos meses el libro fue transferido a Doubleday. Para entonces era un éxito de ventas en los Estados Unidos. En 1952, Doubleday publicó la primera entrega de la cronología revisada de Velikovsky, Ages in Chaos, seguida de Earth in Upheaval (un volumen geológico) en 1955. En noviembre de 1952, Velikovsky se mudó de Manhattan a Princeton, Nueva Jersey.
Durante la mayor parte de la década de 1950 y principios de la de 1960, Velikovsky fue persona non grata en los campus universitarios. Después de este período, comenzó a recibir más solicitudes para hablar. Dio conferencias, con frecuencia ante multitudes récord, en universidades de América del Norte. En 1972, la Canadian Broadcasting Corporation emitió un especial de televisión de una hora con Velikovsky y su trabajo, y a esto le siguió un documental de treinta minutos de la BBC en 1973.
Durante el resto de la década de 1970, Velikovsky dedicó gran parte de su tiempo y energía a refutar a sus críticos en la academia, y continuó de gira por América del Norte y Europa para dar conferencias sobre sus ideas. En ese momento, el anciano Velikovsky sufría de diabetes y depresión intermitente , lo que su hija dijo que puede haber sido exacerbado por el continuo rechazo de su trabajo por parte del sistema académico. Murió en 1979.

## Administración póstuma del patrimonio literario
Durante muchos años, la herencia de Velikovsky estuvo controlada por sus dos hijas, Shulamit Velikovsky Kogan (n. 1925) y Ruth Ruhama Velikovsky Sharon (n. 1926), quienes generalmente se resistieron a la publicación de cualquier material adicional.[cita requerida] (Las excepciones incluyen la biografía ABA - la gloria y el tormento: la vida del Dr. Immanuel Velikovsky , publicada en 1995 y recibida con críticas bastante dudosas; y una traducción hebrea de otro El volumen Ages in Chaos , The Dark Age of Greece , que se publicó en Israel.) Un volumen de las discusiones de Velikovsky y la correspondencia con Albert Einstein apareció en hebreo en Israel, traducido y editado por su hija Shulamit Velikovsky Kogan. A finales de la década de 1990, una gran parte de los manuscritos, ensayos y correspondencia de libros inéditos de Velikovsky estuvieron disponibles en el sitio web del Archivo Velikovsky. En 2005, la hija de Velikovsky, Ruth Sharon, presentó todo su archivo a la Biblioteca de la Universidad de Princeton.

## Ideas
En las décadas de 1920 y 1930, Velikovsky publicó sus conceptos en revistas médicas y psicoanalíticas.  Sin embargo, es más conocido por las investigaciones realizadas en la década de 1940 cuando vivía en la ciudad de Nueva York. Sus principales ideas en esta área se resumieron en una declaración jurada de noviembre de 1942, y dos panfletos de la Scripta Academica publicados de forma privada, Tesis para la reconstrucción de la historia antigua (1945) y Cosmos sin gravedad (1946).
En lugar de que sus ideas fueran descartadas por completo debido a fallas potenciales en cualquier área, Velikovsky decidió publicarlas como una serie de volúmenes de libros, dirigidos a un público no especializado, tratando por separado sus propuestas sobre historia antigua y con áreas más relevantes para las ciencias físicas. Velikovsky era un sionista apasionado, y esto dirigió el enfoque de su trabajo, aunque su alcance fue considerablemente más amplio que este. Se podría decir que todo el trabajo proviene de un intento de resolver el siguiente problema: que para Velikovsky no parecía haber una correlación suficiente en los registros escritos o arqueológicos entre la historia bíblica y lo que se conocía de la historia del área, en particular , Egipto.
Velikovsky buscó una mención común de eventos dentro de los registros literarios, y en el Papiro de Ipuwer creyó haber encontrado un relato egipcio contemporáneo de las plagas de Egipto. Además, interpretó ambos relatos como descripciones de una gran catástrofe natural. Velikovsky intentó investigar la causa física de estos eventos, y extrapoló hacia atrás y hacia adelante en la historia desde este punto, comparando registros escritos y míticos de culturas en cada continente habitado, usándolos para intentar sincronismos de los registros históricos, produciendo lo que él creía. a ser más catástrofes naturales periódicas que pueden ser de escala global.[cita requerida]
Llegó a un conjunto de ideas radicales interdisciplinarias, que podrían resumirse como:[cita requerida]
- El planeta Tierra ha sufrido catástrofes naturales a escala mundial, tanto antes como durante la historia registrada de la humanidad.
- Hay evidencia de estas catástrofes en el registro geológico (aquí Velikovsky defendía las ideas catastrofistas en contraposición a las nociones uniformistas predominantes  y el registro arqueológico. La extinción de muchas especies había ocurrido catastróficamente, no por medios darwinianos graduales.
- Las catástrofes ocurridas dentro de la memoria de la humanidad están registradas en los mitos, leyendas e historia escrita de todas las culturas y civilizaciones antiguas. Velikovsky señaló supuestas concordancias en los relatos de muchas culturas y propuso que se refirieran a los mismos hechos reales. Por ejemplo, el recuerdo de una inundación se registra en la Biblia hebrea, en la leyenda griega de Deucalion y en la leyenda de Manu de la India. Velikovsky propuso la idea psicoanalítica de "amnesia cultural" como un mecanismo mediante el cual estos registros literales llegaron a ser considerados como meros mitos y leyendas.
- Las causas de estas catástrofes naturales fueron encuentros cercanos entre la Tierra y otros cuerpos dentro del sistema solar, entre ellos los que ahora son los planetas Saturno, Júpiter, Venus y Marte, estos cuerpos se han movido en diferentes órbitas dentro de la memoria humana.
- Para explicar el hecho de que estos cambios en la configuración del sistema solar violan varias leyes de la física bien entendidas, Velikovsky inventó un papel para las fuerzas electromagnéticas para contrarrestar la gravedad y la mecánica orbital.

Algunas de las catástrofes postuladas específicas de Velikovsky incluyeron:[cita requerida]
- Una sugerencia tentativa de que la Tierra había sido una vez un satélite de un cuerpo "proto- Saturno ", antes de su órbita solar actual.
- Que el Diluvio había sido causado por la proto-entrada de Saturno en un estado de nova expulsando gran parte de su masa al espacio.
- Una sugerencia de que el planeta Mercurio estuvo involucrado en la catástrofe de la Torre de Babel.
- Júpiter había sido el motor principal de la catástrofe que vio la destrucción de Sodoma y Gomorra.
- Los contactos cercanos periódicos con una "Venus cometaria" (que había sido expulsada de Júpiter) habían causado los eventos del Éxodo (c. 1500 a. EC) y el subsecuente incidente de Josué, "el sol parado" (Josué 10:12-13).
- Los contactos cercanos periódicos con Marte habían causado estragos en los siglos VIII y VII a. C.

Como se señaló anteriormente, Velikovsky había concebido el alcance amplio de este material a principios de la década de 1940. Sin embargo, durante su vida, mientras continuaba investigando, expandiendo y disertando sobre los detalles de sus ideas, solo lanzó al público partes seleccionadas de su trabajo en forma de libro:[cita requerida]
- Worlds in Collision (1950) discutió los registros literarios y míticos de las catástrofes de "Venus" y "Marte"
- Partes de su Cronología revisada se publicaron como Ages in Chaos (1952), Peoples of the Sea (1977) y Rameses II and His Time (1978) (La monografía relacionada Oedipus y Akhenaton, 1960, postulaba la tesis de que el faraón Akhenaton era el prototipo para la figura mítica griega Edipo.)
- Earth in Upheaval (1955) se ocupó de la evidencia geológica de catástrofes naturales globales.

Las ideas de Velikovsky sobre sus eventos anteriores de Saturno / Mercurio / Júpiter nunca se publicaron, y los manuscritos archivados disponibles están mucho menos desarrollados.[cita requerida]
De todas las líneas de su trabajo, Velikovsky publicó menos sobre su creencia de que el electromagnetismo juega un papel en la mecánica orbital. Aunque parece haberse retirado de las proposiciones de su monografía Cosmos without Gravitation de 1946 , tal retirada no es evidente en Stargazers and Gravediggers. Cosmos sin gravitación, que Velikovsky colocó en bibliotecas universitarias y envió a los científicos, es un probable catalizador de la respuesta hostil de los astrónomos y físicos a sus afirmaciones posteriores sobre la astronomía. Sin embargo, otros entusiastas de Velikovski como Ralph Juergens, Earl Milton, Wal Thornhill y Donald E. Scott han afirmado que las estrellas no son alimentadas por fusión nuclear interna, sino por corrientes de descarga eléctrica a escala galáctica. Tales ideas no encuentran apoyo en la literatura convencional y son rechazadas como pseudociencia por la comunidad científica.

## Cronología revisada
Velikovsky argumentó que la cronología convencional del Cercano Oriente y el mundo clásico, basada en la datación egipcia sótica y las listas de reyes de Manetón, era completamente defectuosa. Esta fue la razón de la aparente ausencia de correlación entre el relato bíblico y los de las culturas vecinas, y también la causa de la enigmática "Edad Oscura" en Grecia (entre el s.XI y VIII a. C.) y en otros lugares. Velikovsky cambió varias cronologías y dinastías del Antiguo Reino de Egipto a la época ptolemaica por siglos (un esquema que llamó la Cronología Revisada ), colocando el Éxodo contemporáneo con la caída del Reino Medio de Egipto. Propuso muchos otros sincronismos que se remontan a la época de Alejandro Magno. Argumentó que estos eliminan el fantasma de la "Edad Oscura" y reivindican los relatos bíblicos de la historia y los registrados por Heródoto.
Estas ideas se presentaron por primera vez brevemente en sus Tesis para la reconstrucción de la historia antigua, pero Ages in Chaos fue su primer trabajo completo sobre el tema. A esto le siguieron Edipo y Akhenaton, Los pueblos del mar y Ramsés II y su tiempo, y dos obras más que no estaban publicadas en el momento de su muerte pero que ahora están disponibles en línea en el Archivo Velikovsky: La conquista asiria y La edad oscura de Grecia.
Aunque rechazadas por los historiadores de la corriente principal, estas ideas han sido desarrolladas por otros historiadores como David Rohl y Peter James, quienes también han intentado sus propias cronologías revisadas.

## Recepción

### Velikovskismo
Velikovsky inspiró a numerosos seguidores durante las décadas de 1960 y 1970. Alfred de Grazia dedicó un número de 1963 de su revista, American Behavioural Scientist, a Velikovsky, que se publicó en una versión ampliada como libro, The Velikovsky Affair - Scientism Versus Science, en 1966. The Skeptical Inquirer, en una revisión de un libro posterior de De Grazia, Cosmic Heretics (1984), sugiere que los esfuerzos de De Grazia pueden ser responsables de la continua notoriedad de Velikovsky durante la década de 1970.
La Sociedad de Estudios Interdisciplinarios (SIS) se formó "en 1974 en respuesta al creciente interés en las obras de los catastrofistas modernos, en particular el muy controvertido Dr. Immanuel Velikovsky". El Instituto para el Estudio de las Ciencias Interdisciplinarias (ISIS) es un derivado del SIS de 1985 fundado bajo la dirección de David Rohl , quien había llegado a rechazar la Cronología Revisada de Velikovsky en favor de su propia "Nueva Cronología".
Kronos: una revista de síntesis interdisciplinaria fue fundada en 1975 explícitamente "para tratar el trabajo de Velikovsky". Diez números de Pensée: Immanuel Velikovsky Reconsidered aparecieron de 1972 a 1975. La controversia en torno a Velikovsky alcanzó su punto máximo a mediados de la década de 1970 y el interés público disminuyó en la década de 1980 y, en 1984, el antiguo velikovskysta C. Leroy Ellenberger se había convertido en un crítico vocal del catastrofismo de Velikovsky. Algunas publicaciones y autores velikovskyistas como David Talbott permanecen activos hasta la década de 2000.

### Crítica
Las ideas de Velikovsky han sido rechazadas por la academia dominante (a menudo de forma ruidosa) y su trabajo se considera generalmente erróneo en todas sus conclusiones detalladas. Además, los estudiosos ven su metodología poco ortodoxa (por ejemplo, utilizando la mitología comparada para derivar escenarios en la mecánica celeste) como una forma inaceptable de llegar a conclusiones. Stephen Jay Gould ofreció una sinopsis de la respuesta generalizada a Velikovsky, escribiendo: "Velikovsky no es ni un loco ni un charlatán, aunque, para expresar mi opinión y citar a uno de mis colegas, está al menos gloriosamente equivocado ... Velikovsky reconstruiría la ciencia de la mecánica celeste para salvar la precisión literal de las leyendas antiguas ".
El libro más vendido de Velikovsky y, como consecuencia, el más criticado, es Worlds in Collision. El astrónomo Harlow Shapley, junto con otros como Cecilia Payne-Gaposchkin, fueron muy críticos con la decisión de Macmillan de publicar el trabajo. La crítica fundamental contra este libro de la comunidad astronómica fue que su mecánica celeste era físicamente imposible, requiriendo órbitas planetarias que no se ajustan a las leyes de conservación de la energía y conservación del momento angular.[cita requerida]
Velikovsky relata en su libro Stargazers & Gravediggers cómo trató de protegerse de las críticas a su mecánica celeste quitando el apéndice original sobre el tema de Worlds in Collision, con la esperanza de que el mérito de sus ideas fuera evaluado sobre la base de su mitología comparativa. y uso de fuentes literarias únicamente. Sin embargo, esta estrategia no lo protegió: el apéndice era una versión ampliada de la monografía Cosmos Without Gravitation , que ya había distribuido a Shapley y otros a fines de la década de 1940, y ellos habían considerado la física que contenía como absurda.[cita requerida]
En 1974, la controversia en torno al trabajo de Velikovsky había penetrado en la sociedad estadounidense hasta el punto en que la Asociación Estadounidense para el Avance de la Ciencia se sintió obligada a abordar la situación, como lo habían hecho anteriormente en relación con los ovnis, y dedicó una sesión científica a Velikovsky presentando (entre otros) al propio Velikovsky y el profesor Carl Sagan. Sagan hizo una crítica de las ideas de Velikovsky (la versión en libro de la crítica de Sagan es mucho más larga que la presentada en la charla; ver más abajo). Sus críticas están disponibles en Scientists Confront Velikovsky y como versión corregida y revisada en el libro Broca's Brain: Reflections on the Romance of Science.
No fue hasta la década de 1980 que se hizo una crítica muy detallada de Worlds in Collision en términos de su uso de fuentes míticas y literarias cuando Bob Forrest publicó un examen muy crítico de ellas (ver más abajo ). A principios de 1974, James Fitton publicó una breve crítica de la interpretación del mito de Velikovsky (ignorada por Velikovsky y sus defensores), cuya acusación comenzaba: "En al menos tres formas importantes, el uso de la mitología por parte de Velikovsky es erróneo. La primera de ellas es su propensión a tratar todos los mitos tienen un valor independiente; el segundo es la tendencia a tratar sólo el material que sea consistente con su tesis; y el tercero es su método muy poco sistemático". El ex asociado del Dr. Velikovsky y editor de Kronos, C. Leroy Ellenberger, ofrece un breve análisis de la posición de los argumentos a fines del siglo XX en su A Lesson from Velikovsky.
Más recientemente, la ausencia de material de apoyo en los estudios de núcleos de hielo (como los núcleos Greenland Dye-3 y Vostok) ha eliminado cualquier base para la proposición de una catástrofe global de la dimensión propuesta dentro del período posterior del Holoceno. Sin embargo, el experto en anillos de árboles Mike Baillie le daría crédito a Velikovsky después de rechazar los aspectos imposibles de Worlds in Collision: "Sin embargo, no estaría en desacuerdo con todosaspectos del trabajo de Velikovsky. Velikovsky casi con certeza tenía razón en su afirmación de que los textos antiguos contienen pistas sobre eventos catastróficos en el pasado relativamente reciente, dentro del lapso de la civilización humana, que involucran los efectos de cometas, meteoritos y polvo cometario ... Pero fundamentalmente, Velikovsky no entendió nada acerca de los cometas ... No sabía sobre el peligro que representan los objetos relativamente pequeños ... Esta incapacidad para reconocer el poder de los cometas y asteroides significa que es razonable volver a Velikovsky y borrar todo el texto físicamente imposible sobre Venus y Marte pasando cerca de la Tierra ... En otras palabras, podemos bajar a su tesis principal, que es que la Tierra experimentó eventos dramáticos de los cuerpos celestes particularmente en el segundo milenio antes de Cristo"
La cronología revisada de Velikovsky ha sido rechazada por casi todos los historiadores y egiptólogos de la corriente principal. Se afirmó, comenzando por los primeros revisores, que el uso que hace Velikovsky del material como prueba suele ser muy selectivo. En 1965, el cuneiformista líder Abraham Sachs, en un foro en la Universidad de Brown, desacreditó el uso de Velikovsky de fuentes cuneiformes mesopotámicas. Velikovsky nunca pudo refutar el ataque de Sachs. En 1978, tras la publicación muy pospuesta de más volúmenes de la serie Ages in Chaos de Velikovsky, la Sociedad de Estudios Interdisciplinarios (SIS) del Reino Unido organizó una conferencia en Glasgow específicamente para debatir la cronología revisada. La conclusión final de este trabajo, de estudiosos como Peter James, John Bimson, Geoffrey Gammonn y David Rohl, fue que la Cronología Revisada era insostenible. El SIS ha seguido publicando actualizaciones de esta discusión en curso, en particular el trabajo del historiador Emmet Sweeney.
Aunque James atribuye a Velikovsky "señalar el camino hacia una solución desafiando la cronología egipcia", criticó severamente el contenido de la cronología de Velikovsky como "desastrosamente extremo", produciendo "una serie de nuevos problemas mucho más graves que los que esperaba resolver "y afirmando que" Velikovsky entendía poco de arqueología y nada de estratigrafía ".
Bauer acusa a Velikovsky de afirmar dogmáticamente interpretaciones que son en el mejor de los casos posibles, y da varios ejemplos de Ages in Chaos.

## "The Velikovsky Affair"
Tal fue la hostilidad dirigida contra Velikovsky desde algunos sectores (particularmente la campaña original dirigida por Harlow Shapley), que algunos comentaristas han hecho un análisis del conflicto en sí. Entre estos se encontraba un estudio de la revista American Behavioral Scientist, que finalmente se publicó en forma de libro como The Velikovsky Affair - Scientism Versus Science. Esto enmarcó la discusión en términos de cómo las disciplinas académicas reaccionaban a las ideas de los trabajadores de fuera de su campo, afirmando que había una aversión académica a permitir que las personas cruzaran las fronteras disciplinarias. Más recientemente, James Gilbert, profesor de historia en la Universidad de Maryland, desafió esta versión tradicional con un relato que se centró en la rivalidad intelectual entre Horace Kallen, aliado de Velikovsky, y Harlow Shapley. Anteriormente, Henry Bauer había desafiado la opinión de que el asunto Velikovsky ilustraba la resistencia de los científicos a nuevas ideas al señalar que "la naturaleza y la validez de las afirmaciones de Velikovsky deben considerarse antes de decidir que el asunto puede iluminar la recepción de nuevas ideas en ciencia..." y, sobre la misma base, Keith Dixon sostuvo que el tratamiento del caso por parte de los sociólogos era un ejemplo de una tendencia malsana más amplia en sociología de explicar todas las opiniones como motivadas ideológicamente sin considerar su posible base racional.
La prensa científica, en general, negó a Velikovsky un foro para refutar sus críticos. Velikovsky afirmó que esto lo convertía en un "genio reprimido", y se comparó con el fraile herético del siglo XVI Giordano Bruno, que fue quemado en la hoguera por sus creencias.
La controversia creada por las publicaciones de Velikovsky puede haber ayudado a revivir el movimiento catastrofista en la segunda mitad del siglo XX; sin embargo, algunos que trabajan en el campo también sostienen que el progreso se ha visto realmente retrasado por los aspectos negativos del llamado "Asunto Velikovsky".

### Citas
1. ↑  Princeton University press release, July 29, 2005  (quoted on website of Dr. Ruth Velikovsky Sharon)
2. ↑  Trevor Palmer, Perilous Planet Earth: Catastrophes and Catastrophism through the Ages, Cambridge University Press, ISBN 0-521-81928-8. pp. 116–119.
3. ↑  Morrison, David (2001). Velikovsky at Fifty: Cultures in Collision on the Fringes of Science. Skeptic, 9 (1), 62–76; reprinted in Shermer, Michael (editor) (2002). The Skeptic Encyclopedia of Pseudoscience, Santa Barbara, Calif. ISBN 1-57607-653-9. 473–488.
4. ↑  Cohen, Daniel (1967). Myths of the Space Age, Dodd Mead. LCCN 67-25108. Chap. VIII, Immanuel Velikovsky — the Man Who Challenged the World, pp. 172–94.
5. ↑  Gordon, Theodore J. (1966).  Ideas in Conflict, St. Martin's Press. LCCN 66-23261. Chap. 2, The Miracles of Exodus, pp. 18–48.
6. ↑  Fair, Charles (1974). The New Nonsense: The End of the Rational Consensus, Simon and Schuster. ISBN 0-671-21822-0. Chap. viii, Speaking of Flying Objects ..., pp. 139–86.
7. ↑  Bauer, Henry H. (1992). The Velikovsky Affair Aeon, 2 (6), 75–84. Homestead.com This article, a comprehensive overview, originally appeared in Dec. 1988 La Recherche, pp. 1448–55.
8. ↑  Bauer, Henry H. (1996). Velikovsky, Immanuel, in Gordon Stein (editor), The Encyclopedia of the Paranormal. Prometheus Books. ISBN 1-57392-021-5. pp. 781–788.
9. ↑  Grove, J. W. (1989). In Defence of Science: Science, technology, and politics in modern society, University of Toronto Press. ISBN 0-8020-2634-6. Chap. 5, Pseudo-science, pp. 120–50; adapted from Grove, J. W. (1985). Rationality at Risk: Science against Pseudoscience. Minerva, 23 (2), 216-40.
10. ↑  Gordin, Michael D. (2012). The Pseudoscience Wars: Immanuel Velikovsky and the Birth of the Modern Fringe. Chicago, London: University of Chicago Press. ISBN 0-226-30442-6.
11. ↑  «Johann Gottlieb Radlof — The Velikovsky Encyclopedia». Velikovsky.info. Consultado el 3 de junio de 2010.
12. ↑  Clube, S. V. M. and Bill Napier 1984. Velikovskians In Collision. Quadrant (Sydney). Jan.-Feb., pp. 33–34; reprinted in Kronos vol. IX, no. 3, 1984. pp. 44–49.
13. ↑  Velikovsky, I. "The Dreams Freud Dreamed" Psychoanalytic Review Vol. 28 pp. 487–511 (October, 1941), Varchive.org
14. ↑  Velikovsky, Immanuel (1983). Stargazers and Gravediggers, William Morrow & Co. ISBN 0-688-01545-X. p. 63.
15. ↑  Sharon, Ruth Velikovsky: "Aba: The Glory and the Torment. The Life of Dr. Immanuel Velikovsky" McGraw Hill, 1995
16. ↑  Duane Vorhees, "The Early Years: Part Two", Aeon III:1 (Nov 1992). See also the Web site of Ruth Velikovsky Sharon Archivado el 29 de septiembre de 2007 en Wayback Machine.
17. ↑  Vorhees, Duane (1996). Aeon, 4 (2), 107-11.
18. ↑  Ellenberger, Leroy (1996). Journal of Scientific Exploration, 10 (4), 561-9., UGA.edu
19. ↑  Moore, Brian (1997). Chronology & Catastrophism Review 1997 (2), 51.
20. ↑  The Immanuel Velikovsky Archive
21. ↑  Princeton University Library Archivado el 12 de mayo de 2006 en Wayback Machine. Current listing (less detail): Immanuel Velikovsky Papers
22. ↑  See Varchive.org for a list
23. ↑  Velikovsky, Immanuel (1942). Affidavit, November 23.
24. ↑  Collected at Varchive.com
25. ↑  Velikovsky escribió una columna política semanal bajo el sobrenombre de "Observer" en el New York Post del 25 de noviembre de 1947 al 23 de junio de 1949. Varchive.org
26. ↑  Sieff, M "Velikovsky and his Heroes" Society for Interdisciplinary Studies Review Vol. V, issue 4 (1984)
27. ↑  Vorhees, Duane. (1990). The "Jewish Science" of Immanuel Velikovsky: Culture and Biography as Ideational Determinants. Dissertation, Bowling Green State University.
28. ↑  Velikovsky, Immanuel 1983. Stargazers and Gravediggers. William Morrow and Co. ISBN 0-688-01545-X. Footnote, p. 165, indicates no retreat and states "Gravitation is an electromagnetic phenomenon."
29. ↑  Bauer, Henry H. 1984. Beyond Velikovsky: The History of a Public Controversy. University of Illinois Press. ISBN 0-252-01104-X. p. 233.
30. ↑  Ellenberger, C. Leroy 1985. sec. "Electric Stars" in "Still Facing Many Problems (Part II)", Kronos X (3), pp. 15–23.
31. ↑  Thompson, Tim 2001. "On the 'Electric Sun' Hypothesis". Thompson is a physicist retired from the Jet Propulsion Laboratory.
32. ↑  Bridgman, W. T. 2008. "The Electric Sky, Short-Circuited" Archivado el 19 de septiembre de 2009 en Wayback Machine.. Bridgman is an astrophysicist at NASA-Goddard Spaceflight Center in Greenbelt, Maryland.
33. ↑  Bauer, Henry H. (1985), «Inside the Velikovsky Affair», Skeptical Inquirer 9 (3): 284-288..
34. ↑  Gould, Stephen Jay, Velikovsky in Collision Archivado el 27 de diciembre de 2018 en Wayback Machine.
35. ↑  Sagan, Carl (1977). An Analysis of Worlds in Collision, in Goldsmith, Donald (editor) (1977). Scientists Confront Velikovsky. Cornell University Press. ISBN 0-8014-0961-6. pp. 41–104.
36. ↑  Aquí hay un ejemplo de la reelaboración del texto entre 1977 y 1979: "Mi propia posición es que incluso si el veinte por ciento de las concordancias legendarias que produce Velikovsky son reales, hay algo importante que explicar ... Asimismo, no deberíamos Me sorprendería que algunos elementos de algunas leyendas fueran coincidentemente idénticos. Pero no creo que todas las concordancias que produce Velikovsky puedan explicarse de esta manera "(1977, págs. 48-50), en comparación con" My own La posición es que si incluso el 20 por ciento de las concordancias legendarias que produce Velikovsky son reales, hay algo importante que explicar ... Asimismo, no debería sorprendernos si algunos elementos de unas pocas leyendas son coincidentemente idénticos. Pero creo que todasde las concordancias que produce Velikovsky se pueden explicar de esta manera "(1979, págs. 86-88).
37. ↑  Fitton, James (1974). Velikovsky Mythistoricus. Chiron, I (1&2), 29–36; excerpts at UGA.edu
38. ↑  A Lesson from Velikovsky
39. ↑  Baillie, Mike (1999). Exodus to Arthur: Catastrophic Encounters with Comets, B.T. Batsford Ltd.; London. ISBN 0-7134-8352-0. Chap. 12, Velikovsky Revisited, pp. 166–180 (170–172).
40. ↑  Albright, William 1952. New York Herald Tribune Book Review April 20. Retelling the Near East's Ancient History. p. 6.
41. ↑  Kaempffert, Waldemar, "Solomon, the Queen of Sheba, and the Egypt of Exodus" (abstract with subscriber access to full PDF), New York Times Book Review p. 23, April 20, 1952. Digital link retrieved 2015-07-18.
42. ↑  Stiebing, Jr., William H. 1984. Cosmic Catastrophism, Chap. III, in Ancient Astronauts, Cosmic Collisions Prometheus Books. ISBN 0-87975-260-2. pp. 57–80.
43. ↑  Transcript in Aeon 1992, Vol.3 No.1, pp. 103–5. Also "Address of Abraham Sachs at Brown University, 3/15/65"; provided by Leroy Ellenberger via abob.libs.uga.edu. Retrieved 2016-03-05.
44. ↑  Ellenberger, Leroy 1992. Aeon 3 (1), sección "Bonanza from Brown" en "De lecciones, legados y pruebas de tornasol: un popurrí de Velikovsky (primera parte)", págs. 88-90. "Velikovsky se enfrentó a un panel de cuatro profesores [en la Universidad de Brown el 15 de marzo de 1965]: Leon N. Cooper (física), Bruno J Giletti (geología), Charles Smiley (astronomía) y Abraham J. Sachs (historia de las matemáticas) [ que sustituía a Otto Neugebauer ], moderado por Henry Kučera (lingüística). En el evento, Velikovsky debatió cómodamente los tres primeros. Le sorprendió Sachs, cuyo discurso fue un tour de force tanto retórico como sustantivo. La refutación de Velikovsky comenzó: 'Dr. Sachs lanzó tantas acusaciones en esa Filipos suya que me resulta difícil responder; pero invito al Dr. Sachs a pasar la hora y media mañana en la reunión [en Diman House], ya todos ustedes también, y punto por punto se demostrará que cada una de sus declaraciones está equivocada. Desafortunadamente, Sachs no se presentó al día siguiente y Velikovsky ni siquiera mencionó a Sachs [según la grabación del proceso en poder de Warner B. Sizemore, quien se la prestó a Ellenberger el 31 de marzo de 1979]. Curiosamente, el archivo de Velikovsky para el viaje de Brown contiene refutaciones mecanografiadas a todos los panelistas excepto Sachs, para quien sólo existen notas parciales a lápiz, pero más tarde ese año Velikovsky respondería a Kim J. Masters, un estudiante de segundo año de Princeton, dentro de una semana en The Daily Princetonian (15 de noviembre de 1965) por una crítica a Edipo y Akenatón. La refutación de Velikovsky a Masters fue mordaz, abarcando desde el regateo de detalles hasta ad hominems.
45. ↑  "Ages in Chaos?'-Proceedings of the Residential Weekend Conference, Glasgow, 7th–9th April 1978" Society for Interdisciplinary Studies Review Vol. VI, issue 1/2/3 84pp (1982)
46. ↑  Bimson, "Finding the Limits of Chronological Revision" in "Proceedings of the SIS Conference: Ages Still in Chaos" Chronology & Catastrophism Review 2003
47. ↑  James, Peter, Preface from Centuries of Darkness
48. ↑  Bauer Beyond Velikovsky pages 158–60
49. ↑  Gilbert, James (1997). Redeeming Culture: American Religion in an Age of Science, University of Chicago Press. ISBN 0-226-29320-3. Chap. 8, Two Men of Science, pp. 170–97.
50. ↑  Bauer, Henry (1984). «Velikovsky and Social Studies of Science». 4S Review (Sage Publications, Inc.) 2 (4): 2-8. ISSN 0738-0526. JSTOR 690283.
51. ↑  Dixon, Keith (1980). The Sociology of Belief: Fallacy and Foundation. Routledge & Kegan Paul, London. pp. 73–76. ISBN 0-7100-0445-1
52. ↑  Velikovsky, I. The Acceptance of Correct Ideas in Science, Varchive.org
53. ↑  Velikovsky, I My Challenge to Conventional Views in Science, presented at the AAAS 1974 conference, Varchive.org
54. ↑  Velikovsky, I Claude Schaeffer, Varchive.org
55. ↑  Steel, Duncan (1995). Rogue Asteroids and Doomsday Comets, John Wiley & Sons. ISBN 0-471-30824-2. p. 155.
56. ↑  Morrison, David (2001). Velikovsky at Fifty: Cultures in Collision on the Fringes of Science. Skeptic, 9 (1), 62–76; reprinted in Shermer, Michael (editor) (2002). The Skeptic Encyclopedia of Pseudoscience, Santa Barbara, Calif. ISBN 1-57607-653-9. 473–488. Morrison quotes several scientists who embrace the latter view, including Walter Alvarez, David Raup, Richard Muller, Jay Melosh, Peter Ward, and Don Yeomans. This survey confirms the hunch expressed by Morrison and Clark R. Chapman[aclaración requerida] in Chapter 13 "Catastrophism Gone Wild: The Case of Immanuel Velikovsky" in Cosmic Catastrophes (1989), pp. 183–96.
57. ↑  Available on-line in the Velikovsky archive
58. ↑  http://www.varchive.org/itb/index.htm